# Peryfiton

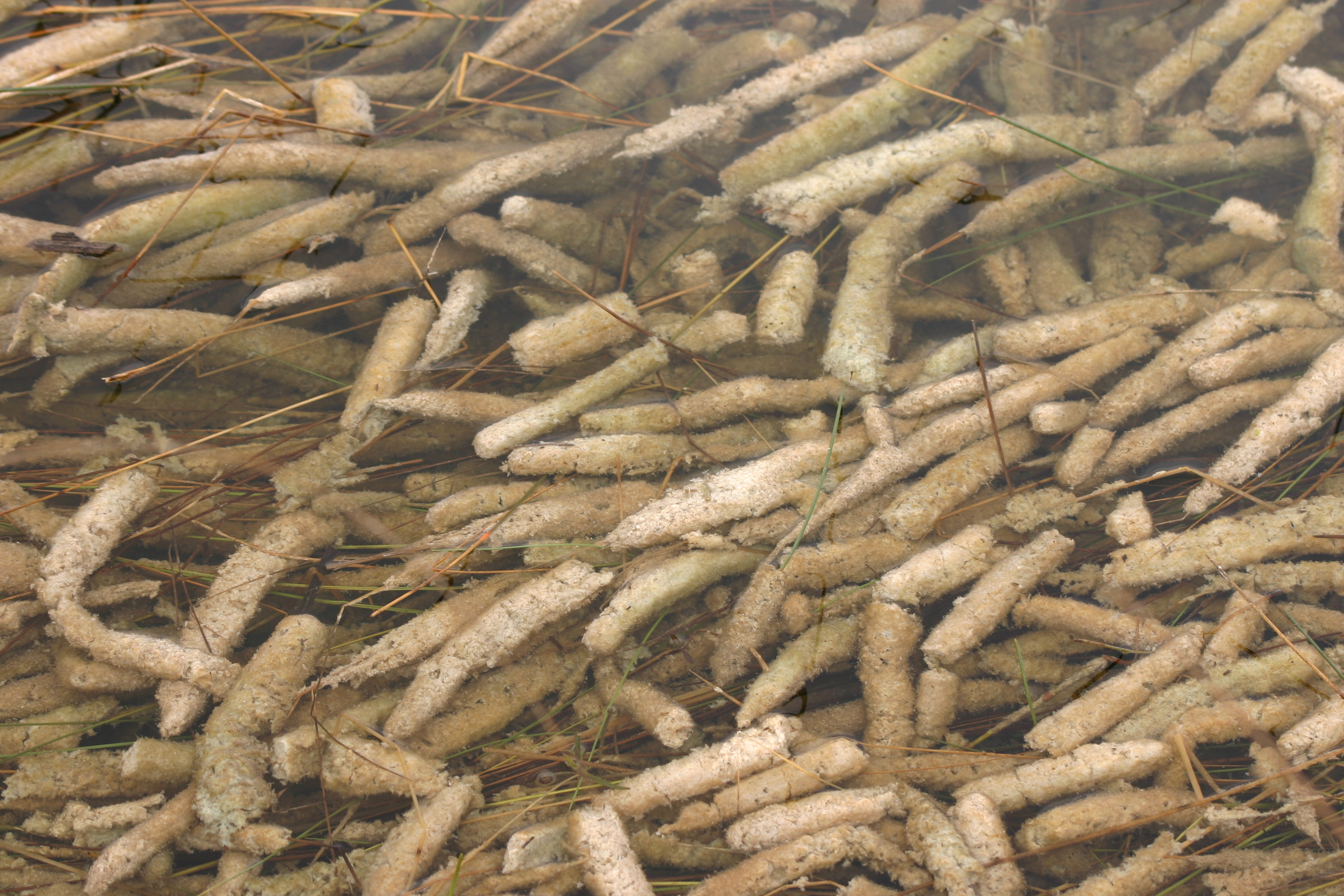
Peryfiton w Parku Narodowym Everglades

Peryfiton – zespoły drobnych organizmów (bezkręgowce, glony, grzyby) zamieszkujących różnorakie podłoża znajdujące się w wodzie, ale niebędące dnem. Peryfiton bywa zaliczany do szeroko rozumianego bentosu.
Do podłoży tych zalicza się: elementy hydrotechniczne (zanurzone części mostów, zapór, itp.), różne śmieci (plastikowe worki, butelki, opony), konary drzew znajdujące się w wodzie, muszle itp., przede wszystkim zaś pędy makrofitów. Zespoły poroślowe (=peryfiton) mogą porastać zarówno części biotyczne (żywe) jak i abiotyczne (martwe) środowiska. Niektóre jednak organizmy preferują ściśle określone podłoże, np. złotowiciowiec Chrysopyxis przystosowany jest do zasiedlania glonów nitkowatych.
W zbiorowisku organizmów zwanym peryfiton bytuje wiele organizmów z różnych grup systematycznych np. mięczaków (błotniarki, żyworódki, zatoczki, rozdętki), małży, skorupiaków (kiełże), nicieni, obleńców oraz zielenic, złotowiciowców, okrzemek. Często w tych skupiskach organizmów występują różne gatunki ryb – znajdują tu dogodne warunki do rozrodu i odżywiania, choć same nie należą do zbiorowiska peryfitonowego. Zbiorowiska poroślowe odznaczają się dużą produkcją materii organicznej kumulowanej w ciałach zwierząt, co przyspiesza funkcje samooczyszczania się zbiorników wodnych.
Do pobierania próbek peryfitonu używa się  drapaczy palowych lub skrobaków. Próbki umieszcza się w szklanych pojemnikach z doszlifowanym korkiem i zalewa wodą pobraną z badanego zbiornika.
Zespół peryfitonowych glonów określany jest jako mikrofitobentos.